# Serrat de la Fusta
El Serrat de la Fusta és una muntanya de 854,4 metres que es troba al municipi de Lladurs, a la comarca catalana del Solsonès.